# Secutor

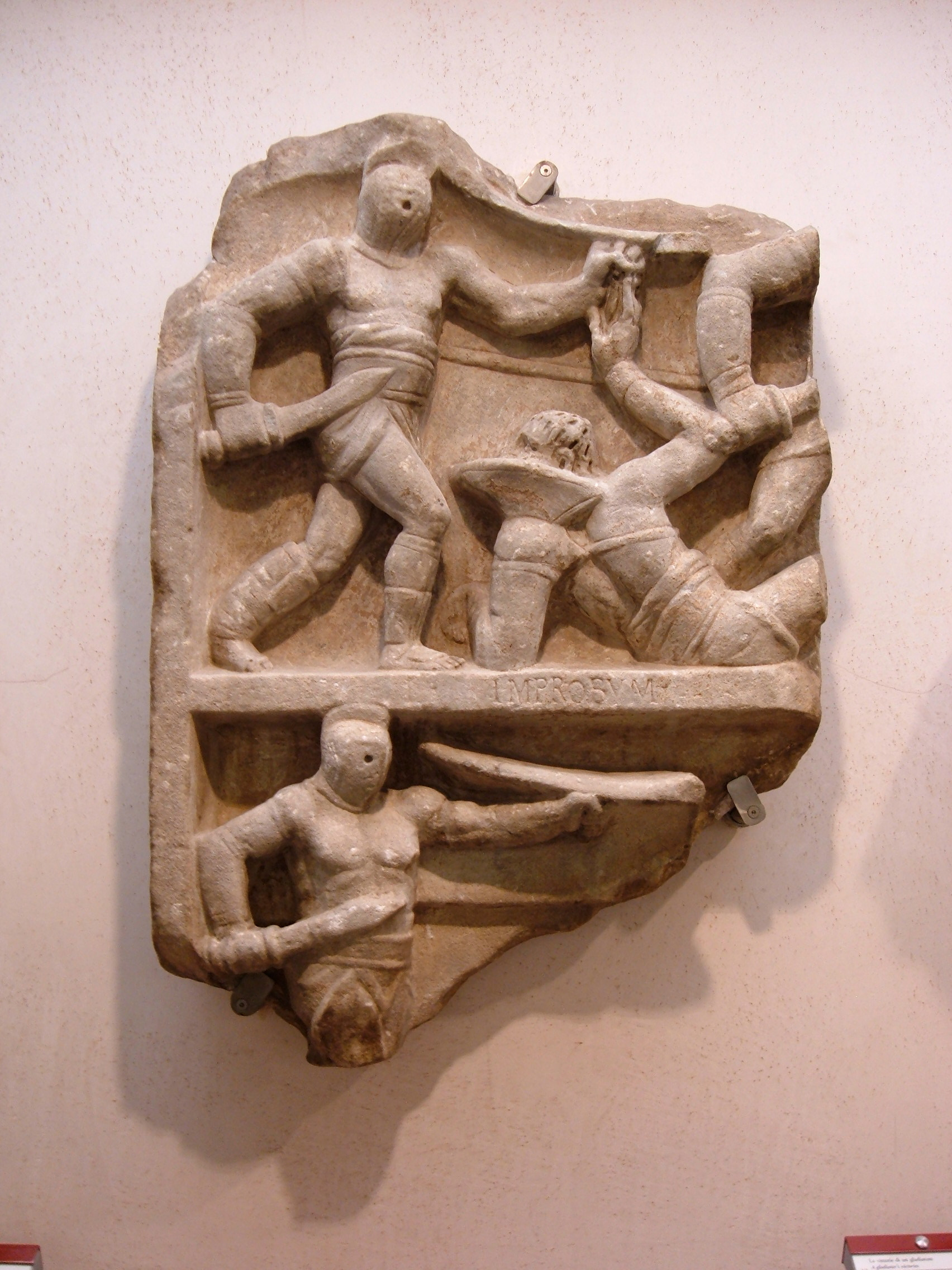
Secutor contra un Retiarius

Secutor (en llatí plural secutores, que vol dir 'perseguidor') va ser una classe de gladiador del tipus de gladiador ordinari, que rebia aquest nom perquè en els combats amb els reciaris seguia al rival quan havia fallat en el seu primer intent d'agafar-lo amb la xarxa, per evitar que la pogués tirar una segona vegada. L'objectiu era cansar-lo i finalment matar-lo. Portaven un elm ben protegit amb només dos petits forats pels ulls, tal com el que portava l'anomenat Scissor, un escut rectangular gran i anaven armats d'una espasa. També portaven una protecció al braç dret i ocrea a la part inferior de la cama esquerra.
Marcial parla dels suposititii que se suposa que eren els secutores sustituts que ocupaven el lloc dels gladiadors que quedaven mal ferits o morien. Ciceró diu que Juli Cèsar va tenir no menys de 500 secutores en uns jocs que va celebrar a Càpua, però probablement és un error de l'orador que escriu secutores quan en realitat hauria d'haver escrit scutores (homes amb escuts).